# Paul Trappen
Paul Trappen (Heidweiler, 1887 – Treviri, 22 febbraio 1957) è stato un sollevatore, lottatore e strongman tedesco campione europeo di sollevamento pesi nel 1924 a Neunkirchen, considerato nella seconda metà degli anni '20 del Novecento l'uomo più forte del mondo.

## Biografia
Paul Trappen nacque nel 1887 dall'agricoltore Christian Trappen e sua moglie Maria Katharina Görgen. Come apprendista macellaio si trasferì a Treviri, dove visse fino alla morte. Nel 1911 sposò Susanna Dier, figlia di un muratore di Treviri. Dal matrimonio ebbe due figlie, Anna e Katharina, e suo figlio Josef. Negli anni '20 iniziò a guadagnarsi da vivere come albergatore.

## Carriera

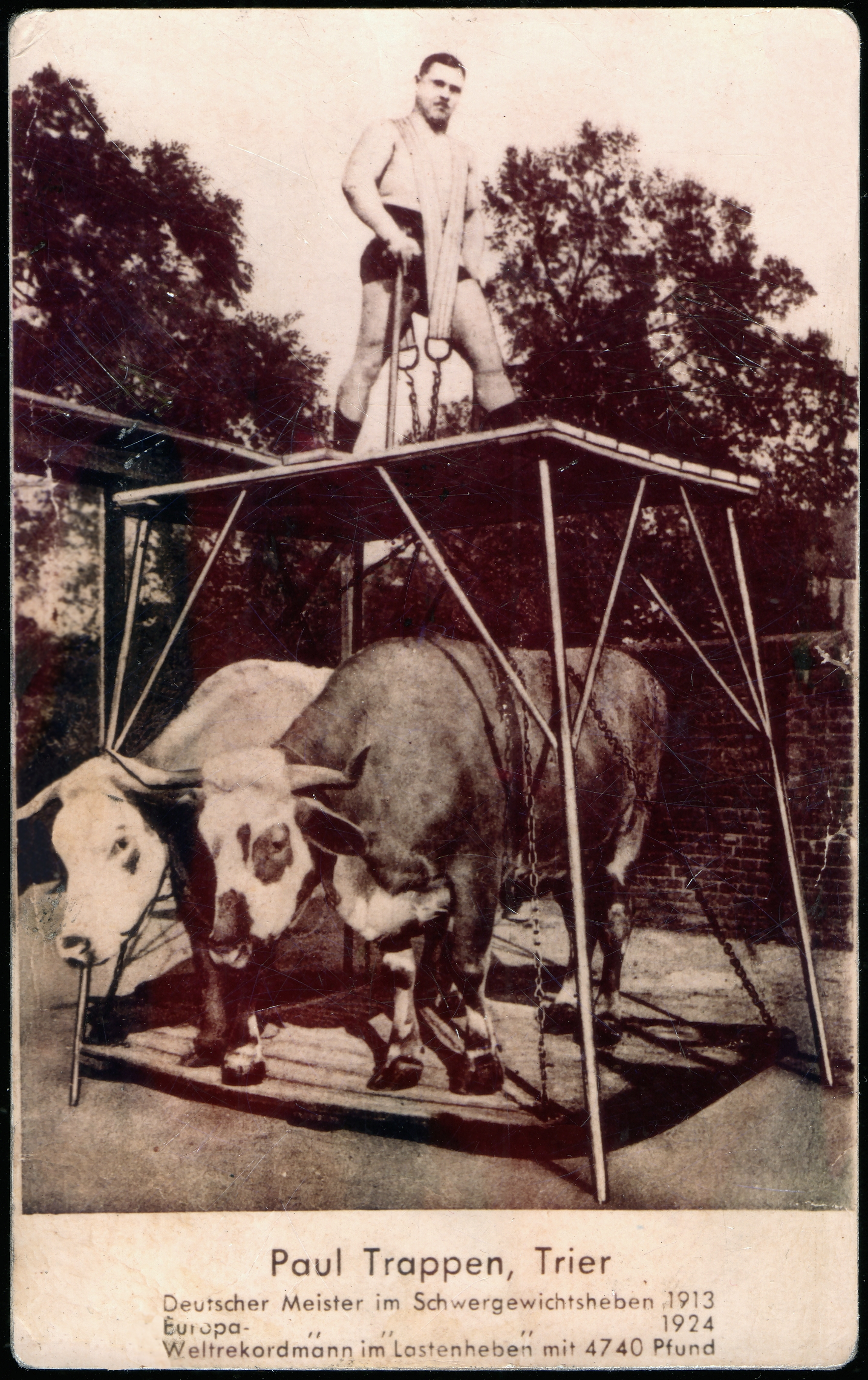
Paul Trappen nella sua impresa più famosa, il sollevamento di due buoi

Nel 1913 era già affermato come il lottatore più forte del sud-ovest tedesco. Nello stesso anno, dopo aver vinto il campionato tedesco di sollevamento pesi, il circo americano Barnum & Bailey lo assunse, ma lo scoppio della prima guerra mondiale impedì l'inizio della sua carriera come circense.
Dopo la fine del primo conflitto, partecipò per diversi anni a spettacoli di varietà in numerose località, esibendosi in grandi prove di forza. Stabilì un record mondiale sollevando 32 persone (47,4 quintali o oltre 1.500 kg o 3.300 libbre) sedute su una tavola, sollevandosi con le gambe stando sdraiato sulla schiena.
La sua impresa più celebre fu quando salì su un'impalcatura e sollevò una piattaforma contenente due buoi adulti (peso totale: 2.064 kg o 4.550 libbre) alti quasi mezzo metro su una catena di ferro.
Come sollevatore vinse i campionati europei del 1924 a Neunkirchen nella categoria dei pesi massimi, sollevando 532,5 kg. nel totale su quattro serie di sollevamenti.
Anche se Trappen superò le imprese di forza dei campioni olimpici, gli fu impedito di competere ai Giochi olimpici perché era stato etichettato come professionista a causa del suo contratto con il circo Barnum & Bailey. Mantenne la sua reputazione di uomo più forte del mondo più a lungo di qualsiasi altro atleta.